# 三合（丙）墓地
三合(丙)墓地，位于中国青海省平安县三合乡三合村，为青海省市县级文物保护单位，公布日期为1987年6月2日，类型为古墓葬。
三合(丙)墓地的历史年代为青铜时代。